# Hongan-ji

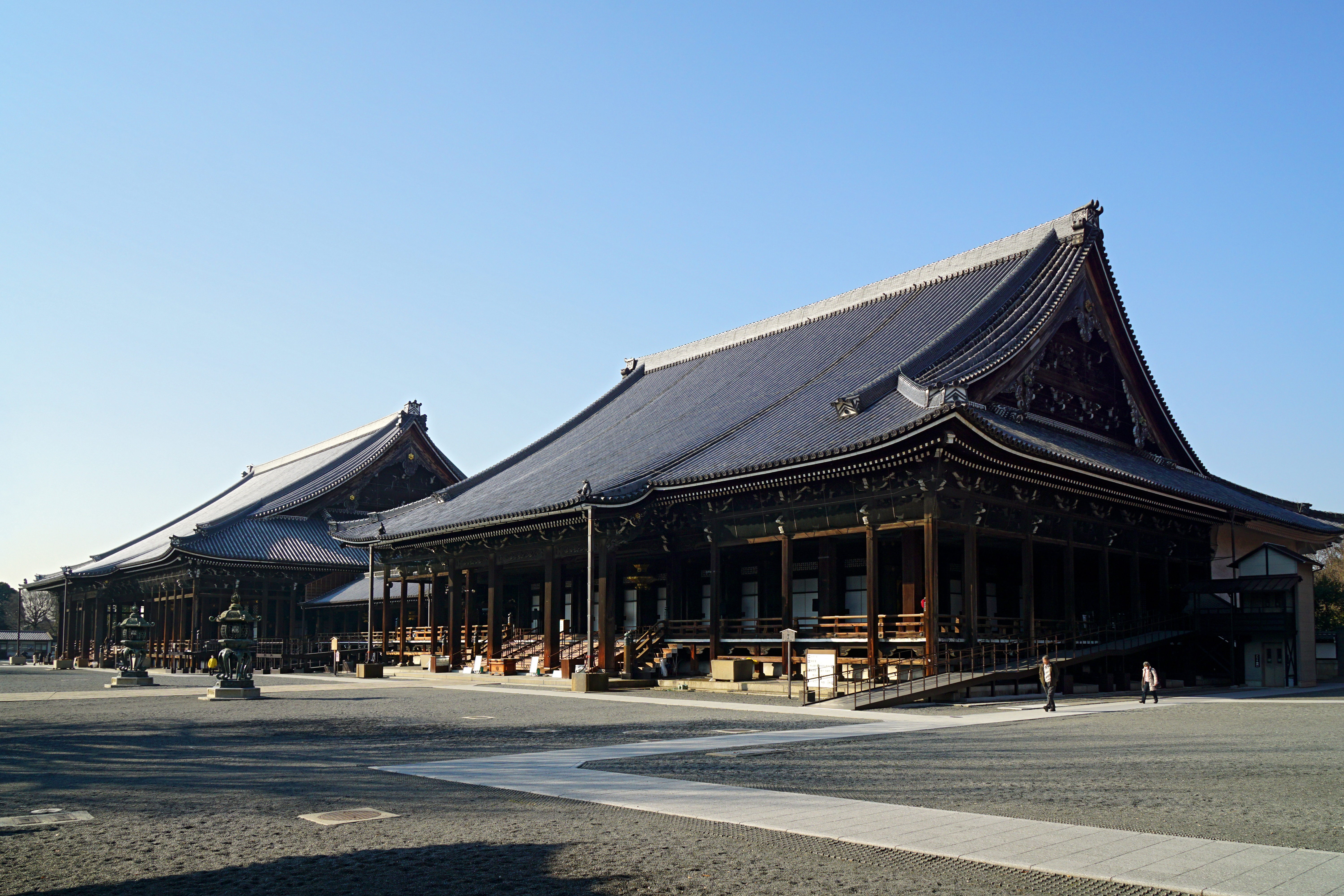
Amidado, ou bâtiment principal du Nishi Hongan-ji, Kyoto

Le Hongan-ji (本願寺, « temple du vœu originel »), aussi romanisé « Hongwan-ji » de façon archaïque, est le nom collectif de la plus grande école du bouddhisme japonais Jōdo shinshū (avec d'autres sous-divisions en branches Nishi et Higashi). « Hongan-ji » peut également faire référence à un quelconque ensemble de plusieurs bâtiments de temples contemporains associés à la secte.

## Histoire ancienne
Le Hongan-ji est établi comme temple en 1321, sur le site du mausolée Otani où Shinran, le fondateur de la secte Jōdo shinshū (Terre pure), est enterré. Le mausolée est fréquenté par Kakue, petit-fils de Shinran (par sa fille Kakushinni). Le propre fils de Kakue, Kakunyo, devient le premier grand prêtre du Hongan-ji et 3e monshu et le consacre au culte de bouddha Amida. Le Hongan-ji prend le pouvoir et de l'importance au XVe siècle, lorsque Rennyo devient le huitième grand prêtre ou monshu. Toutefois, la secte Tendai, basée sur le mont Hiei, voit cette expansion comme une menace et attaque les Hongan-ji trois fois avec son armée de moines guerriers. Rennyo fuit vers Yoshizaki, où il établit une nouvelle enceinte de temple.
Au cours de la période Sengoku, craignant la puissance des moines du Hongan-ji, Oda Nobunaga essaye de le détruire. Pendant dix ans, il met le siège devant l'Ishiyama Hongan-ji à Osaka, l'un des deux principaux temples-forteresses de la secte.
En 1602, juste après que Tokugawa Ieyasu est devenu shogun, il ordonne que le Hongan-ji soit divisé en deux. Kyonyo, le 12e prêtre en chef, ou monshu, du Hongan-ji devient le premier à occuper ce poste au Higashi Hongan-ji (東本願寺), ou « temple Est du vœu originel », tandis que son frère cadet Junnyo devient le 12e grand prêtre du Hompa-Hongan-ji (本派本願寺) original, ou « temple Ouest du vœu originel », souvent appelé Nishi-Hongan-ji (西本願寺).

## Divisions modernes du Hongan-ji

### Nishi Hongan-ji
Anciennement connu sous le nom Jōdo shinshū, le Hongan-ji-ha est la plus grande de toutes les branches Jōdo shinshū. Par rapport au Higashi Hongan-ji, il a une histoire de stabilité institutionnelle, ce qui explique des chiffres élevés d'adhésion, et une portée géographique plus large, mais moins de penseurs modernes bien connus. Le Nishi Hongan-ji compte un nombre important de temples à l'étranger aux États-Unis, en Amérique du Sud, à Hawaii, au Canada, en Europe et qui sont organisés en plusieurs kyodan (« districts »). Les plus grandes d'entre elles sont les églises bouddhistes d'Amérique (en).
Le Centre international Hongwan-ji, à l'est du Nishi Hongan-ji, coordonne le dialogue avec les organisations Jōdo shinshu à travers le monde et produit un travail de traduction.
Le Nishi Hongan-ji exploite la maison d'édition qui produit des livres, de la musique, des films et des anime sur le bouddhisme Jōdo shinshū. Il publie également un journal bimensuel, le Journal Hongwanji et son site comprend, entre autres choses, une chaîne de télévision consacrée à expliquer le bouddhisme et les opérations quotidiennes du Hongan-ji.

### Higashi Hongan-ji

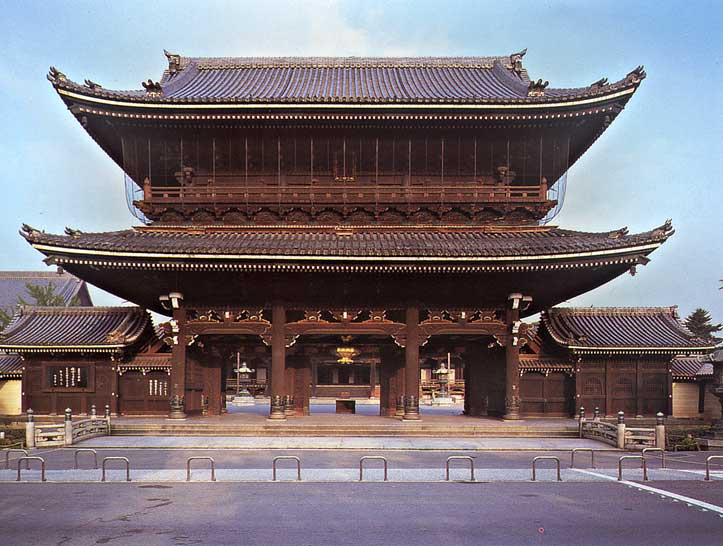
Higashi Hongan-ji - porte (goei-dō mon) du bâtiment du fondateur, construit en 1911,, 59387 tuiles.

Le Higashi Hongan-ji (ou « temple Est du vœu originel ») est l'une des deux sous-sectes dominantes du bouddhisme Shin en Japon et à l'étranger, l'autre étant le Nishi Hongan-ji (ou « temple Ouest du vœu originel »).
Au cours de la restauration de Meiji dans les années 1860, le gouvernement définit de nouvelles lignes directrices pour la gestion des organisations religieuses. Une organisation appelée Otani-ha se voit confier le contrôle du Higashi Hongan-ji. En 1987, ce temple est rebaptisé Shinshū Honbyō, ou « mausolée Shinshū ». Alors que le temple n'est donc plus, officiellement, le Higashi Hongan-ji, il est toujours considéré comme tel par la plupart des fidèles. Les bâtiments n'ont pas été modifiés ou déplacés, et bien sûr l'importance culturelle et religieuse historique du lieu ne peut pas être changée.
En raison de l'opposition à la création du Shinshū Otani et d'un certain nombre d'autres controverses et conflits tels que le schisme Ohigashi, plusieurs nouvelles branches Higashi Hongan-ji sont apparues, comme le Higashiyama Hongan-ji fondé à Kyoto en 1996 par Otani Korin et le Tokyo Higashi Hongan-ji dont le chef actuel est Otani Koken. Malgré ou peut-être même à cause de ce climat d'instabilité, le mouvement Higashi Hongan-ji a également produit un nombre important de penseurs controversés mais influents tels que Soga Ryōjin, Kiyozawa Manshi, Kaneko Daiei et Haya Akegarasu, entre autres.
Le plus grand groupe Higashi Hongan-ji, le Otani-ha, compte environ 5,5 millions de membres, selon les statistiques.

### Activités associées
Au cours des dernières années, certains membres des sectes Hongan-ji ont été impliqués dans des manifestations de grande envergure contre les visites controversés de politiciens japonais au Yasukuni-jinja.
Avec les autres sous-sectes non-Hongan-ji Jodo Shinshu, le Hongan-ji a publié une déclaration pour s'opposer à l'invasion de l'Irak.

## Important bâtiment Hongan-ji

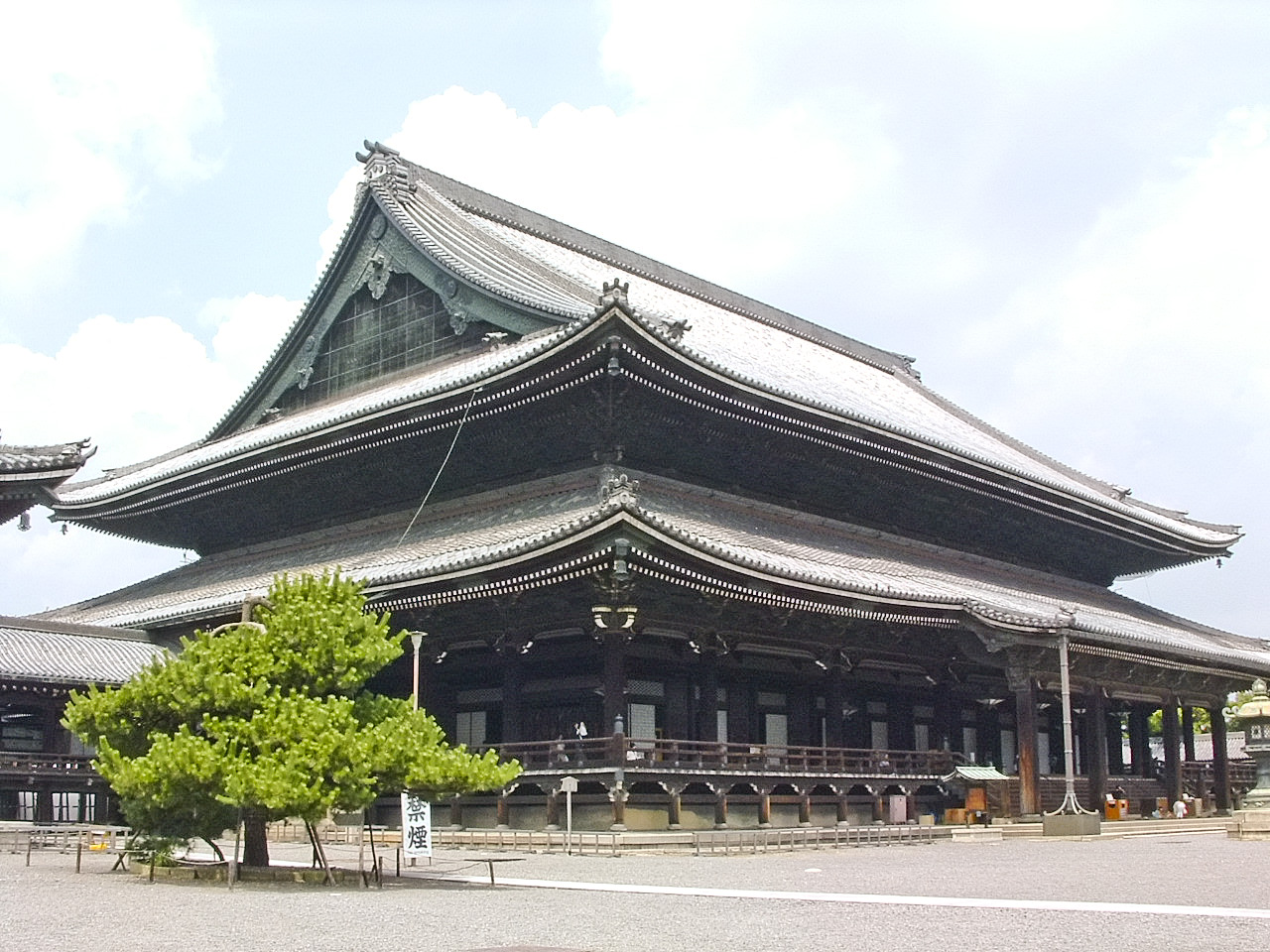
Higashi Hongan-ji

### Higashi Hongan-ji
Le Shinshū Honbyō, le mausolée de Shinran, appartient à présent au Shinshu Otani-ha mais il est encore communément appelé Higashi Hongan-ji (東本願寺) par les visiteurs et les habitants de Kyoto. Le massif Goei-dō (aussi connu sous le nom Mie-dō), ou porte de temple du fondateur, est souvent l'une des premières choses que l'on voit en marchant vers le nord à partir de la gare de Kyoto du JR. Presque identique au temple de tête Nishi Hongan-ji quant à sa disposition, il dispose aussi d'un Amida-dō, et d'un plus grand Mie-dō. Le Mie-dō du Higashi Hongan-ji date de 1895 et rivalise avec un certain nombre d'autres structures pour la prétention du plus grand bâtiment en bois au monde.
À quelques pâtés de maisons des principaux terrains du Higashi Hongan-ji se trouve le jardin Shosei-en qui appartient au temple. Le poète-érudit Ishikawa Jozan et l'architecte paysagiste Kobori Enshū auraient contribué à sa conception au XVIIe siècle. 

### Nishi Hongan-ji
Le Nishi Hongan-ji (西本願寺), comme le Higashi Hongan-ji, possède un énorme goei-dō (御影堂), kaisan-dō (bâtiment du fondateur) et un plus petit Amida-dō　(阿弥陀堂), qui abrite une image d'Amida Buddha. Le kura (倉) du Nishi Hongan-ji, ou entrepôt, abrite de nombreux trésors nationaux, dont la plupart ne sont pas exposés à la vue du public. Le shoin (書院), salle de dessin ou salle d'étude, est également très connu ; il est divisé en deux sections, le shiro-shoin (白書院), ou salle d'étude blanche, et le kuro-shoin (黒書院), salle d'étude noire.
Le Nishi Hongan-ji contient également un grand complexe shogunal de l'époque médiévale, dont une grande partie a été installée dans le temple en provenance d'ailleurs à Kyoto au XVIe siècle. Cela comprend le Hiunkaku (飛雲閣), grand pavillon de thé, quatre scènes de théâtre nō, dont l'une passe pour être la plus ancienne encore existante et l'autre la plus grande scène de nō en plein air, et le jardin Kokei no Niwa (虎渓の庭).
Certaines parties médiévales de Nishi Hongan-ji sont maintenant des organismes indépendants : l'université de Ryūkoku et le Kōshō-ji.